# Sybra biguttata
Sybra biguttata là một loài bọ cánh cứng trong họ Cerambycidae.